# Hegins
Hegins es un lugar designado por el censo ubicado en el condado de Schuylkill en el estado estadounidense de Pensilvania. En el año 2010 tenía una población de 1.244 habitantes.

## Geografía
Hegins se encuentra ubicado en las coordenadas 41°28′18″N 76°29′15″O / 41.47167, -76.48750.. Según la Oficina del Censo de los Estados Unidos, Hegins tiene una superficie total de 1,99 mi² (5,2 km²), de la cual 1,99 mi² (5,2 km²) corresponden a tierra firme y 0 mi² (0 km²) es agua.